# 董治勋
董治勋，安徽桐城人，清朝政治人物。
曾任恩施县知县。光绪二十三年（1897年）至光绪二十四年（1898年），擔任利川知县。